# جزيرة بطرس الأول
جزيرة بطرس الأول (النرويجية: Peter I Øy) هي جزيرة بركانية غير مأهولة في بحر بيلينغسهاوزن على بعد 450 كم (280 ميل) من القارة القطبية الجنوبية. وهو إقليم تابع للنرويج، تشكل بالإضافة إلى أرض الملكة مود إقليم القطب الجنوبي النرويجي [الإنجليزية]. تبلغ أبعاد جزيرة بطرس الأول 11 × 19 كم (6.8 × 12 ميل) وبمساحة كلية 156 كم2 (60 ميل مربع). أعلى قمة هي ذروة لارس كريستنسن بارتفاع 1,640 م (5,380 قدم). أغلب الجزيرة مغطى بالجليد ويحيط بها معظم السنة حزم من الجليد، مما يجعلها معزولة على مدار السنة تقريبا. هناك حياة قليلة على الجزيرة، حيث توجد بعض الطيور البحرية مثل طائر الفلمار الجنوبي والفقم.
شوهدت الجزيرة لأول مرة من قبل فابيان غوتليب فون بيلينغسهاوزن في 21 كانون الثاني 1891 وسميت باسم القيصر الروسي بطرس الأول. لم تطأ قدما أي أحد الجزيرة حتى 2 شباط 1929، عندما نجحت حملة  نورفيجيا  لكل من نيلس لارسن واولا أولستاد بتمويل من لارس كريستنسن، وطالبوا بها للنرويج، التي ضمتها في عام 1931، وأصبحت تابعة لها في عام 1933. حصلت الزيارة التالية للجزيرة عام 1948 وخضعت لبعض البحوث العلمية وكمية محدودة من السياحة. خضعت الجزيرة لمعاهدة القطب الجنوبي عام 1961. منذ عام 1987، بنيت محطة آلية للأرصاد الجوية في الجزيرة.

## التاريخ
شوهدت جزيرة بطرس الأول لأول مرة في 21 كانون الثاني 1821 من قبل بعثة فابيان غوتليب فون بيلينغسهاوزن،  الذي قاد سفينتي  فوستوك و ميرني تحت العلم الروسي. أطلق حينها اسم القيصر الروسي بطرس الأول «الكبير». منعت حزم الجليد بيلينغسهاوزن من الاقتراب لأدنى من 25 كم (16 ميلا) من الجزيرة. كانت هذه الجزيرة أولى الأراضي التي ترصد إلى الجنوب من الدائرة القطبية، وبالتالي كانت أقصى الأراضي جنوباً وقت اكتشافها. في كانون الثاني 1910، أكدت الحملة الفرنسية بقيادة جان شاركو وسفينته بوركوا- با اكتشاف بيلينغسهاوزن، لكنهم لم يستطيعوا النزول على الجزيرة بسبب الحزم الجليدية التي أوقفتهم على بعد 5 كم (3.1 ميل) من الجزيرة.
في عامي 1926 و 1927، قام النرويجي ايفيند توفت باستطلاع الجزيرة والدوران حولها من أود الأول . ومع ذلك، لم يستطع النزول على الجزيرة. مول مالك سفن الحيتان النرويجي لارس كريستنسن حملات عدة لمنطقة القطب الجنوبي، لأغراض البحث والمطالبة بالأرض للنرويج. كان الدافع وراء السبب الأخير فرض البريطانيين الضرائب على مراكز الحيتان في القطب الجنوبي، حيث أمل كريستنسن في أن يتمكن من إنشاء مراكز لصيد الحيتان على مناطف نرويجية والحصول على امتيازات أفضل وعلى الأقل تذهب الضرائب إلى وطنه. نجحت البعثة الممولة من طرف كريستنسن نورفيجيا الثانية في النزول على الجزيرة بقيادة كل من نيلس لارسن واولا اولستاد. كان ذلك في 2 شباط 1929 وطالبا بالجزيرة للنرويج. حاول لارسن النزول مرة أخرى على أرض الجزيرة في عام 1931، ولكن الحزم الجليدية أعاقت تقدمه. في 6 آذار 1931، صدر مرسوم ملكي نرويجي بإعلان الجزيرة تحت السيادة النرويجية ، وفي 23 آذار 1933 أعلنت تبعية نرويجية.
جرى النزول التالي على الجزيرة في 10 شباط 1948 من قبل سفينة لارسن براتيغ. خضعت الجزيرة لعدة مسوحات بيولوجية، وجيولوجية وهيدروغرافية [الإنجليزية] لمدة ثلاثة أيام، قبل أن تجبر حزم الجليد البعثة على المغادرة. بنت البعثة كوخاً ووضعت فيه نسخة من وثيقة امتلاك من عام 1929. منذ ذلك الحين، كانت هناك محاولات قليلة لزيارة الجزيرة من قبل مختلف الدول للتحقيقات العلمية. في 23 حزيران 1961، خضعت الجزيرة لمعاهدة القطب الجنوبي، بعد أن وقعت النرويج على المعاهدة في عام 1959. نجح عدد من السياح منذ الثمانينيات في الهبوط على الجزيرة.
في عام 1987، أرسل المعهد القطبي النرويجي [الإنجليزية] خمسة علماء لقضاء أحد عشر يوماً على الجزيرة. كانت القضايا الرئيسية التصوير الجوي والقياسات الطوبوغرافية لإنتاج خريطة دقيقة للجزيرة. كانت المنطقة الهامة الثانية التحريات البيولوجية البحرية، كما جرت أيضاً بحوث جيولوجية وبيولوجية وغيرها. كما أنشأ الفريق أيضا محطة طقس آلية. أرسلت ثلاثة رحلات دكس-بيديشن [الإنجليزية] إلى الجزيرة، في أعوام 1987 و 1994 و 2006. في عام 2005، قدر العدد الإجمالي لمن نزل على الجزيرة بأقل من 600 شخص.

## الجغرافيا

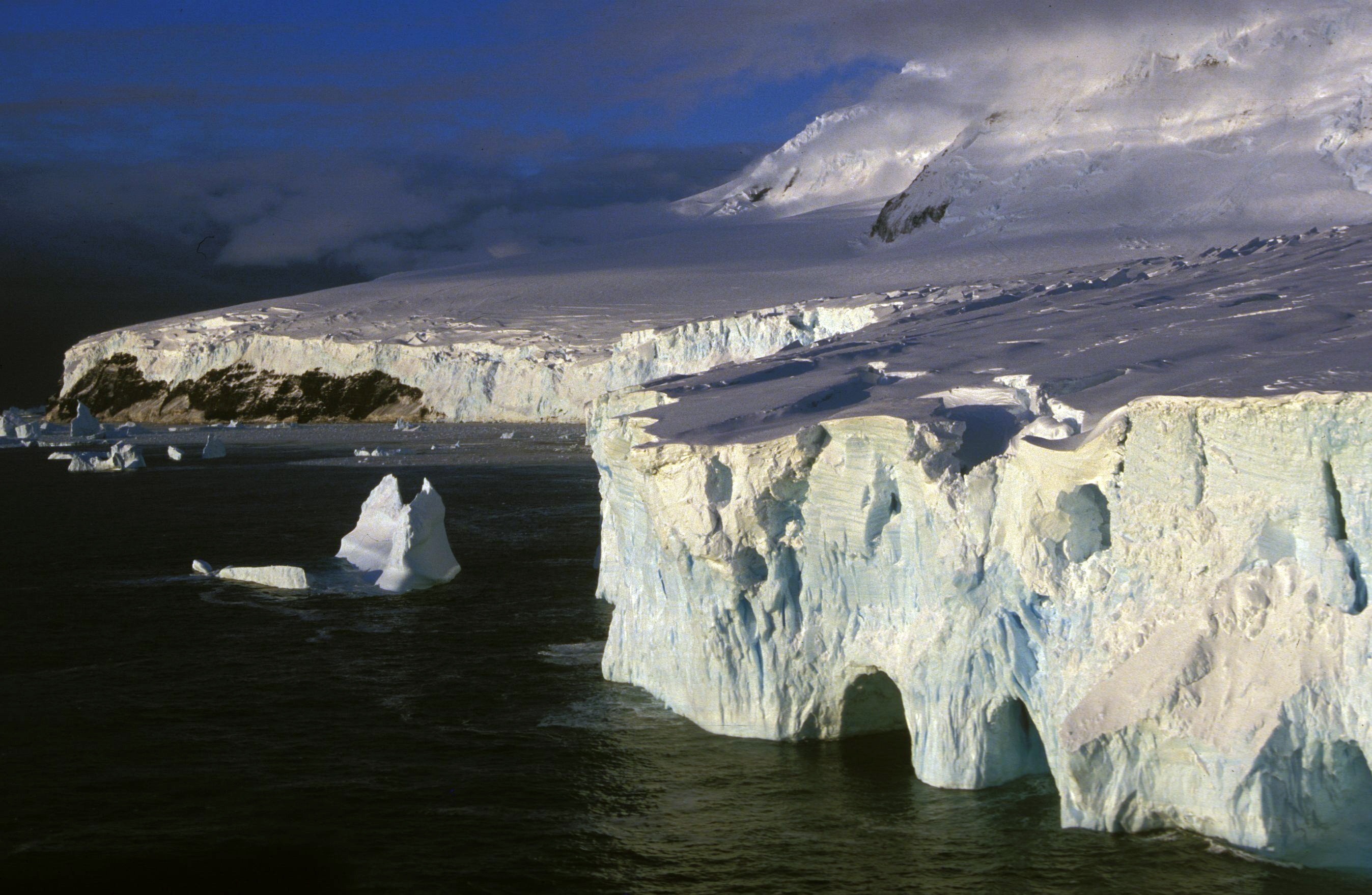
جزيرة بيتر الأول

بطرس الأول جزيرة بركانية تقع على بعد 450 كم (280 ميل) قبالة سواحل أرض إلسوورث [الإنجليزية] من القارة القطبية الجنوبية. أبعادها 9 × 11 كم (5.6 × 6.8 ميل)، وتبلغ مساحتها 156 كم2 (60 ميل مربع). يغطي الجليد  الجزيرة كلها تقريباً بنسبة 95 ٪.
يحيط بالجزيرة حائط جليدي بارتفاع 40 م (130 قدم) وبمنحدرات عمودية. تدعم النتوءات الصخرية من الجزيرة هذه القمم الجليدية. يمكن النزول على الجزيرة في ثلاث نقاط، الأمر الممكن فقط خلال فترة قصيرة من السنة حيث لا يغطي الجزيرة جليد. تتم الإنزال على الجانب الغربي في كاب إنغريد كريستنسن، والتي هي عبارة عن شبه جزيرة تفصل بين خليجي نورفيجيابوكتا وسانديفيوردبوكتا. يوجد على الرأس شواطئ صغيرة متقطعة تعد مناسبة للهبوط. طول الشاطئ نورفيجيابوكتا 4 أمتار فقط (13 قدما) ويتم الدخول إليه عبر قوس تسارسبورتين الطبيعية. يوجد على الجانب الغربي هضبة، بينما تحتوي السواحل الشمالية والجنوبية جروفاً جليدية. الجانب الشرقي أشد انحدارا ويتميز بعمودين صخريين ذوا قمم مسطحة في البحر.
الجزيرة عبارة عن بركان درعي، رغم أنه جهول ما إذا كان لا يزال نشطاً، وقد تم تصنيفها على أنها إما هولوسين أو تاريخية، على أساس العينات التأريخية التي تتراوح بين 0.1-0.35 مليون عام مضت. تدعى القمة باسم قمة لارس كريستنسن، وهي فوهة دائرية بعرض 100 م (330 قدم). كما أن أعلى منطقة هي ذروة عالية البروز عند 1,640 م (5,380 قدم)، وتعرف باسم لارس كريستنسن. من غير المعروف ما إذا كان هذا البركان خامداً أم لا، حيث يبدو أن الجزء العلوي لا يمتلك أي تعديل ناجم عن الجليد، مما يشير إلى ثوران البركان عدة قرون مضت.

## الطبيعة والمناخ
يتكون الغطاء النباتي حصراً من الطحالب والاشنة، والتي تلائمت مع المناخ القاسي في المنطقة القطبية الجنوبية. تمتلك الجزيرة ظروف مناخية قاسية جداً مع رياح قوية ودرجات حرارة شديدة الانخفاض. يؤدي تساقط الثلوج المستمر إلى الحفاظ على الغطاء النباتي عند أدنى حد ممكن. تعتبر الجزيرة موطن تكاثر لعدد قليل من الطيور المائية، لا سيما طائر الفلمار الجنوبي ، لكن توجد أيضاً أعشاش لكل من طائر نوء عاصفة ويلسون والخطاف القطبي. تزور طيور البطريق، مثل بطريق آديلي وبطريق تشنستراب، الجزيرة بشكل غير منتظم. كما توجد أعداد من الفقم، وخاصة الفقمة آكلة السرطان، الفقمة الفهد ، وأعداد أقل من أفيال البحر الجنوبية.

## السياسة
جزيرة بطرس الأول هي إحدى منطقتين تطالب بهما النرويج من أراضي القارة القطبية الجنوبية، حيث الأخرى هي أرض الملكة مود. هذه الجزيرة هي المنطقة الوحيدة المطالب بها بين خطي الطول 90 درجة غرب و150 درجة غربا كما أنها أيضا المنطقة الوحيدة التي تتم المطالبة بها وهي ليست قطاعاً. لكونها جنوب خط العرض 60 درجة جنوبا، تخضع الجزيرة لمعاهدة القطب الجنوبي. تضمن المعاهدة حرية الوصول إلى الجزيرة لأية أبحاث علمية، وتنص على أنه لا يمكن أن تستخدم إلا لأغراض سلمية. وبينما تنص المعاهدة على أن المطالب بالأراضي لاتتأثر بالمعاهدة، فإن الدول الأخرى ذات المطالب فقط تعترف بسيادة النرويج على الجزيرة.
تدير النرويج الجزيرة من قبل وزارة الشؤون القطبية التابعة لوزارة العدل والشرطة، ومركزها أوسلو. ينظم ضم الجزيرة قانون التبعية في 24 آذار 1933. ينص هذا على أن القانون النرويجي الجنائي، والقانون النرويجي الخاص والقانون النرويجي الإجرائي ينطبق على الجزيرة، بالإضافة إلى القوانين الأخرى التي ينص صراحة على أنها صالحة في الجزيرة. كما ينص كذلك على أن كامل هذه الأرض ملك للدولة، ولا تجرى فيها تفجيرات نووية ولاتخزن فيها النفايات النووية.
منذ 5 أيار 1995، ينص القانون النرويجي بأنه يجب أن تخضع جميع الأنشطة النرويجية في القارة القطبية الجنوبية، بما في ذلك جزيرة بطرس الأول، للقوانين البيئية الدولية الخاصة بأنتاركتيكا. بالتالي يجب على جميع المواطنين النرويجيين الذين يخططون لأنشطة على جزيرة بطرس الأول تقديم تقرير بذلك للمعهد القطبي النرويجي الذي يمكن أن يمنع أي نشاط غير ملائم. يجب على جميع الأشخاص الذين يزورون الجزيرة اتباع القواعد فيما يتعلق بحماية الطبيعة، ومعالجة النفايات والتلوث وتأمين عمليات البحث والإنقاذ.

### فهرس
- Barr، Susan (1987). Norway's Polar Territories. Oslo: Aschehoug. ISBN:82-03-15689-4.
- Kyvik, Helga (ed.) (2008). Norge i Antarktis. Oslo: Schibsted Forlag. ISBN:82-516-2589-0. {{استشهاد بكتاب}}: |مؤلف= باسم عام (مساعدة)
- LeMasurier، W. E. (1990). Volcanoes of the Antarctic Plate and Southern Oceans. الاتحاد الجيوفيزيائي الأمريكي. ISBN:0-87590-172-7. {{استشهاد بكتاب}}: الوسيط author-name-list parameters تكرر أكثر من مرة (مساعدة)
- Rubin، Jeff (2005). Antarctica. Lonely Planet. ISBN:1-74059-094-5.